# Steffen Krämer

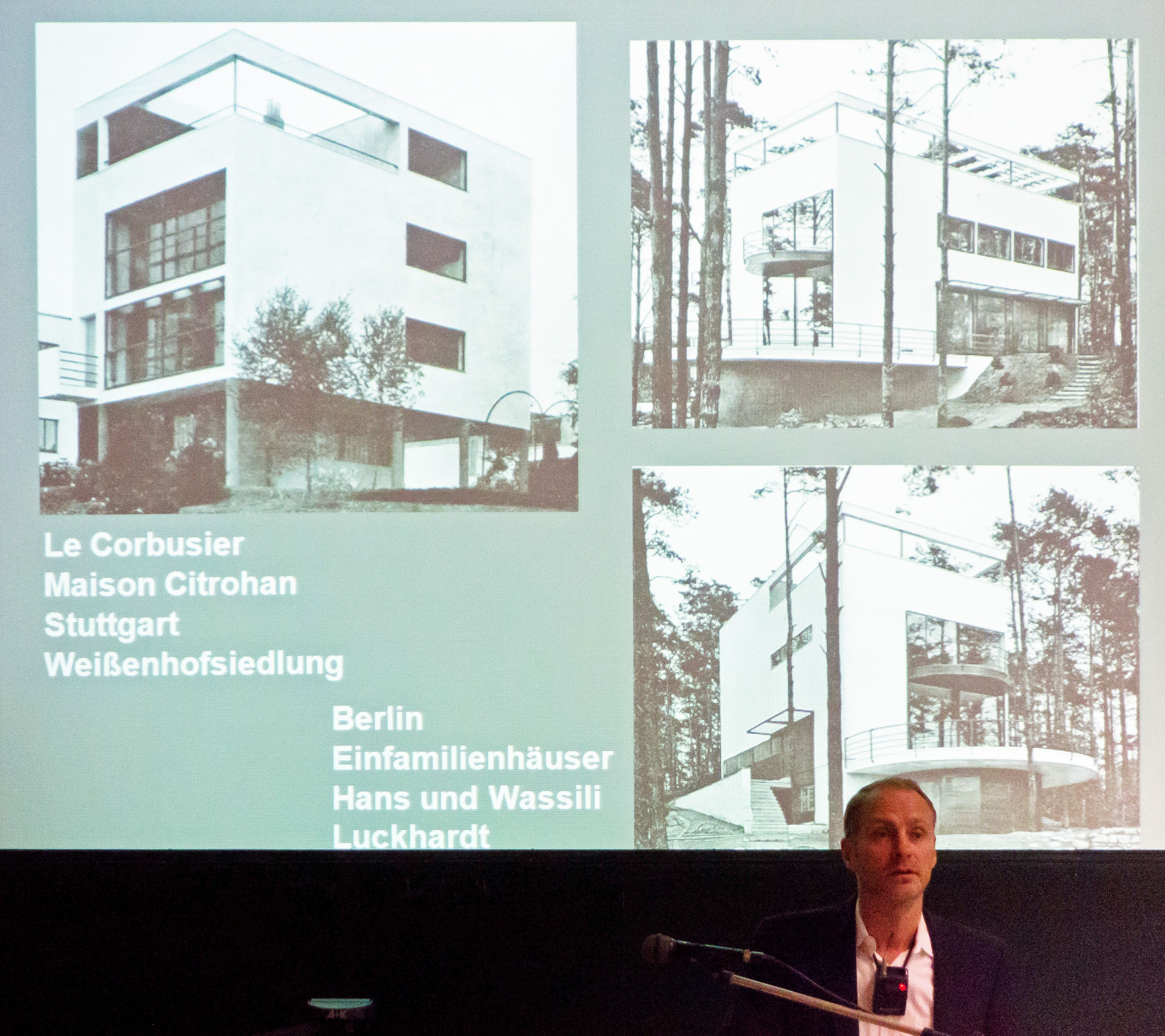

Steffen Krämer (* 12. Januar 1963 in Offenbach am Main) ist ein deutscher Kunsthistoriker.

## Leben
Steffen Krämer studierte Kunstgeschichte, Klassische Archäologie, Philosophie und Vor- und Frühgeschichte an den Universitäten in München, Heidelberg und Frankfurt am Main. 1995 promovierte er über kontextuelle Baukonzepte der postmodernen Architektur. Von 1995 bis 2000 war Krämer wissenschaftlicher Mitarbeiter an der Universität München, von 2003 bis 2007 wissenschaftlicher Lehrbeauftragter an der Hochschule für Gestaltung in Karlsruhe. 2005 erfolgte die Habilitation zur Baukunst der englischen Hochgotik. Von 2005 bis 2012 war er Privatdozent an der Universität in München, von 2010 bis 2012 wissenschaftlicher Dozent am Institut für Technologie (KIT) der Universität Karlsruhe und von 2011 bis 2014 wissenschaftlicher Lehrbeauftragter an der Universität Salzburg. Seit 2011 ist er wissenschaftlicher Leiter der Winckelmann Akademie für Kunstgeschichte in München und seit 2013 apl. Professor an der Universität München.
Seine Forschungsschwerpunkte sind die Baukunst des Mittelalters, moderne Architektur, Städte- und Siedlungsbau sowie Architektur- und Raumtheorie vom 19. bis ins 21. Jahrhundert, daneben Problematiken urbaner Utopien bzw. Dystopien und Entartungsphänomene in Kunst und Stadtentwicklung seit dem 19. Jahrhundert. Im Rahmen der 15. Internationalen Architekturbiennale 2016 in Venedig ist Krämer wissenschaftlicher Berater für das Projekt „Ideal Spaces“.

## Publikationen (Auswahl)

### Monographien und Herausgeberschaft
- Bramantes Pergamentplan. Eine Architekturzeichnung im Kontext wissenschaftlicher Kontroversen, Berlin/München 2023, ISBN 978-3-422-80102-8
- mit Sebastian Holmer und Claudia Kapsner: Aufbruch ins 21. Jahrhundert. Münchner Architektur und Städtebau seit 1990, München 2011, ISBN 978-3-86222-016-8
- Herrschaftliche Grablege und lokaler Heiligenkult. Architektur des englischen Decorated Style, München/Berlin 2007, ISBN 978-3-422-06729-5
- mit Felix Billeter und Antje Günther: Münchner Moderne. Kunst und Architektur der Zwanziger Jahre, München/Berlin 2002, ISBN 3-422-06340-4
- Die postmoderne Architekturlandschaft. Museumskonzepte von James Stirling und Hans Hollein, Hildesheim/Zürich/New York 1998, ISBN 3-487-10676-0

### Aufsätze
- Entartung und Urbanität. Krankheits- und Verfallsmetaphorik als Großstadtkritik im 19. und 20. Jahrhundert, in: Forum Stadt, 39. Jg., Heft 3, 2012, S. 225–254
- Terry Gilliams „Brazil“ – Soziale Utopie und politische Dystopie in der Science-Fiction-Stadt, in: Stadt als Erfahrungsraum der Politik, hg. von Wilhelm Hofmann, Berlin 2011, S. 261–279
- Das Denkmal der III. Internationale und der Wettbewerb für den Palast der Sowjets. Architektonische Utopien in der Sowjetunion von der Revolution bis zum frühen Stalinismus, in: Architectura, Bd. 40, Vol. 2, 2010, S. 167–188
- „Steigerung des Nervenlebens“. Die Großstadt – Fanal und Menetekel der Moderne, in: Gesamtkunstwerk Expressionismus, Ausst. Kat., hg. von Ralf Beil und Claudia Dillmann, Ostfildern 2010, S. 202–209
- „Urbanität durch Dichte“ – Die neue Maxime im deutschen Städte- und Siedlungsbau der 1960er Jahre, in: denkmal!moderne. Architektur der 60er Jahre, hg. von Adrian von Buttlar und Christoph Heuter, Berlin 2007, S. 106–115 (online)